# 永平府

直隷省の永平府の位置（1820年）

永平府（えいへいふ）は、中国にかつて存在した府。明代から民国初年にかけて、現在の河北省秦皇島市南部と唐山市東部にまたがる地域に設置された。

## 概要
1369年（洪武2年）、明により永平路が平灤府と改められた。1371年（洪武4年）、平灤府は永平府と改称された。永平府は北直隷に属し、直属の盧龍・遷安・撫寧・昌黎の4県と灤州に属する楽亭県の合わせて1州5県を管轄した。
清のとき、永平府は直隷省に属し、盧龍・遷安・撫寧・昌黎・楽亭・臨楡・灤州の1州6県を管轄した。
1913年、中華民国により永平府は廃止された。